# Burg Lisberg
Die Burg Lisberg ist eine frühmittelalterliche Spornburg auf einem Bergsporn bei 328 m ü. NN in der bayerischen Gemeinde Lisberg bei Trabelsdorf im Landkreis Bamberg. Die Burg gehört zu den ältesten erhaltenen Burgen Deutschlands und ist die einzige unzerstörte Burg des Steigerwaldes.

## Geschichte
Die Burg wurde im 8. Jahrhundert erbaut und erstmals mit dem Namen „Elitzberg“ 820 in einer Schenkungsurkunde erwähnt, als der damalige Burgherr Hiltuvin dem Kloster Fulda Land schenkte. Das Adelsgeschlecht der Herren von Lisberg tauchte erstmals 1200 urkundlich auf. Vermutlich diente die Burg als Gaugrafenburg zum Schutz des Volkfeldgaus.
Der Ansbacher Markgraf Friedrich VI. erhielt 1398 die Hauptburg zu Lehen, das Hochstift Würzburg das Dorf und die Vorburg. Um 1500 wurde die Burg Lisberg Ganerbenburg. Mit Fabian von Lisberg starb der Letzte des Adelsgeschlechts. Als Besitzer der Burg werden unter anderen die Herren von Lauffenholz, die Herren von Thünfeld die Herren von Aschhausen, die Herren von Giech und die Herren von Milz genannt. Die Freiherren von Münster saßen bis 1707 auf der Burg, ab 1855 die Fürsten zu Castell-Castell, im Jahr 1968 erwarb der Graphiker Hans Fischer die Burg für 60.000 DM. Seit 2015 gehört die Burg dem Unternehmer Johann Sebök.
Im Bauernkrieg 1525 wurde nur die Vorburg beschädigt und in den Markgrafenkriegen und im Dreißigjährigen Krieg erlitt die Burg durch kluge Politik der Lisberger keine Zerstörungen.

## Baugeschichte und Anlage
Die große Burganlage gilt als romanische Anlage; deren älteste Bauten, die auch den Bergfried und Teile des Torhauses umfassen, gehen auf das 12. Jahrhundert zurück. Die Kernburg ist durch einen Graben von der Vorburg (mit Rundturm und Torbau mit dem Wappen derer von Giech „1521“) getrennt. Der Halsgraben der Vorburg ist noch erhalten. Die Kernburg und der nördliche Teil der Vorburg sind von einem Zwinger umgeben.
Der mächtige runde Bergfried mit einem Burgverlies in seinem Sockelgeschoss wird in die zweite Hälfte des 13. Jahrhunderts datiert. Die Burgkapelle St. Nikolaus und Anna wurde 1421 erwähnt. Der Palas wurde um 1600 im Renaissancestil und der im Kern gotische Wohnbau mit Burgküche und Rittersaal 1776 von Otto Philipp von Münster im Renaissancestil umgebaut. Weiter verfügt die Burg über ein gotisches Frauenhaus. Im 18. Jahrhundert wurde der Bergfried teilweise abgetragen und mit einem Mansarddach versehen.
Die Burg befindet sich in Privatbesitz und kann nach Vereinbarung besichtigt oder für Veranstaltungen gebucht werden. Sie wurde im Jahr 2015 an den Bamberger Unternehmer und Auktionator Johann Sebök verkauft. Der vormalige Eigentümer Hans Fischer kaufte die Burg 1968 vom Fürsten zu Castell. Hans Fischer restaurierte die Burg und richtete u. a. auch ein fränkisches Museum ein. Er verstarb im Februar 2016.

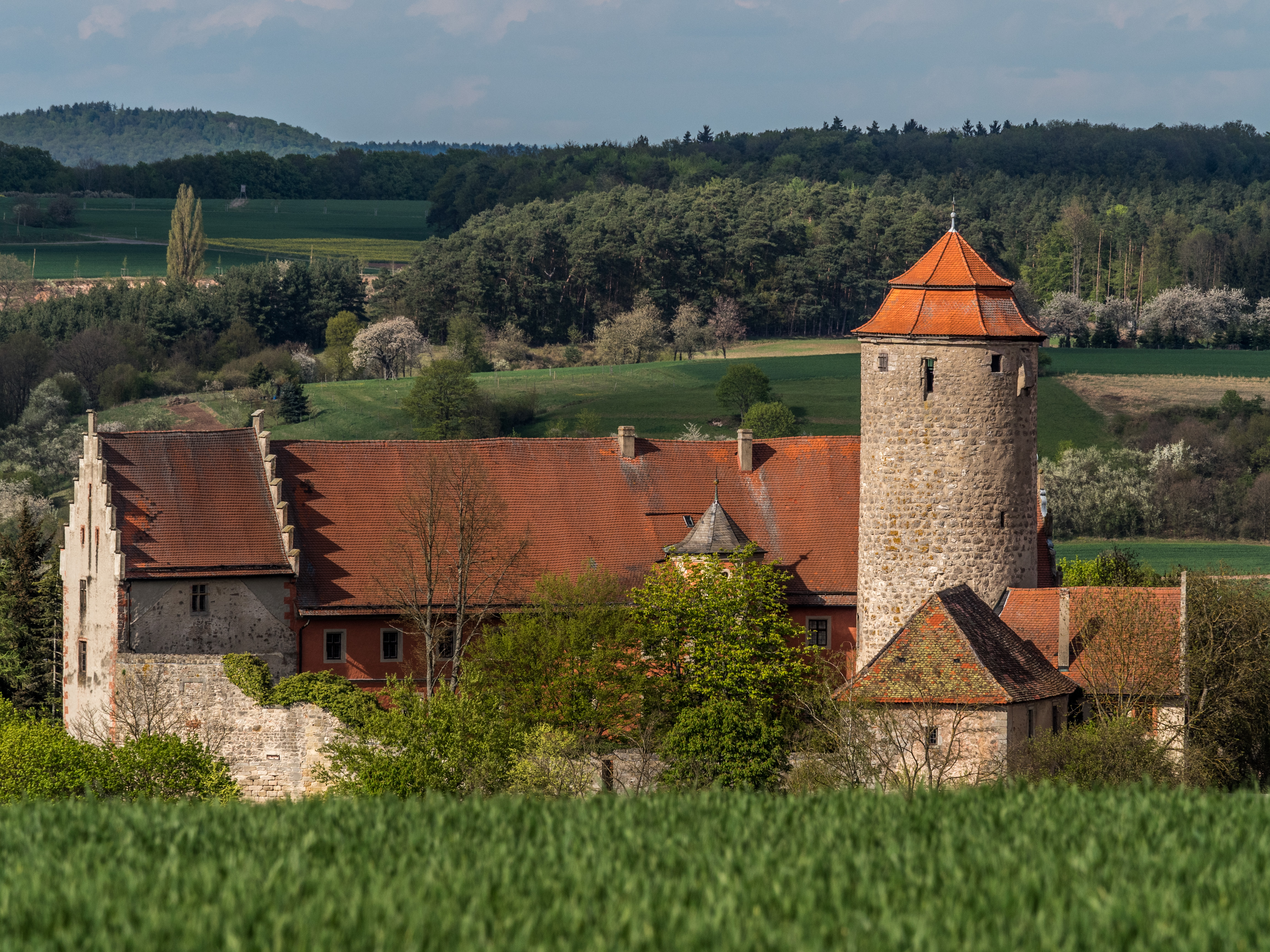
Südwestliche Burgansicht
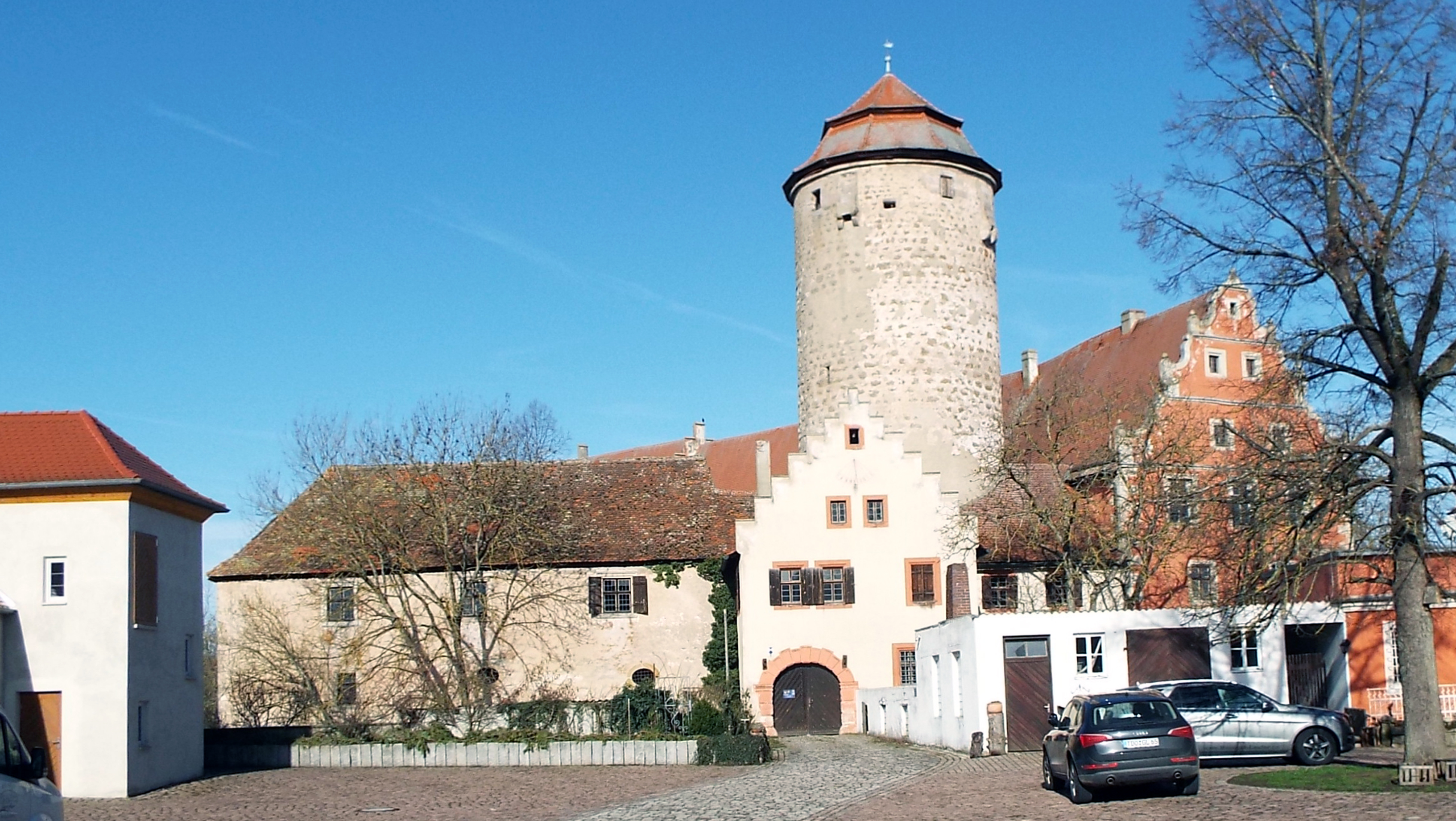
Wohnbau mit Bergfried
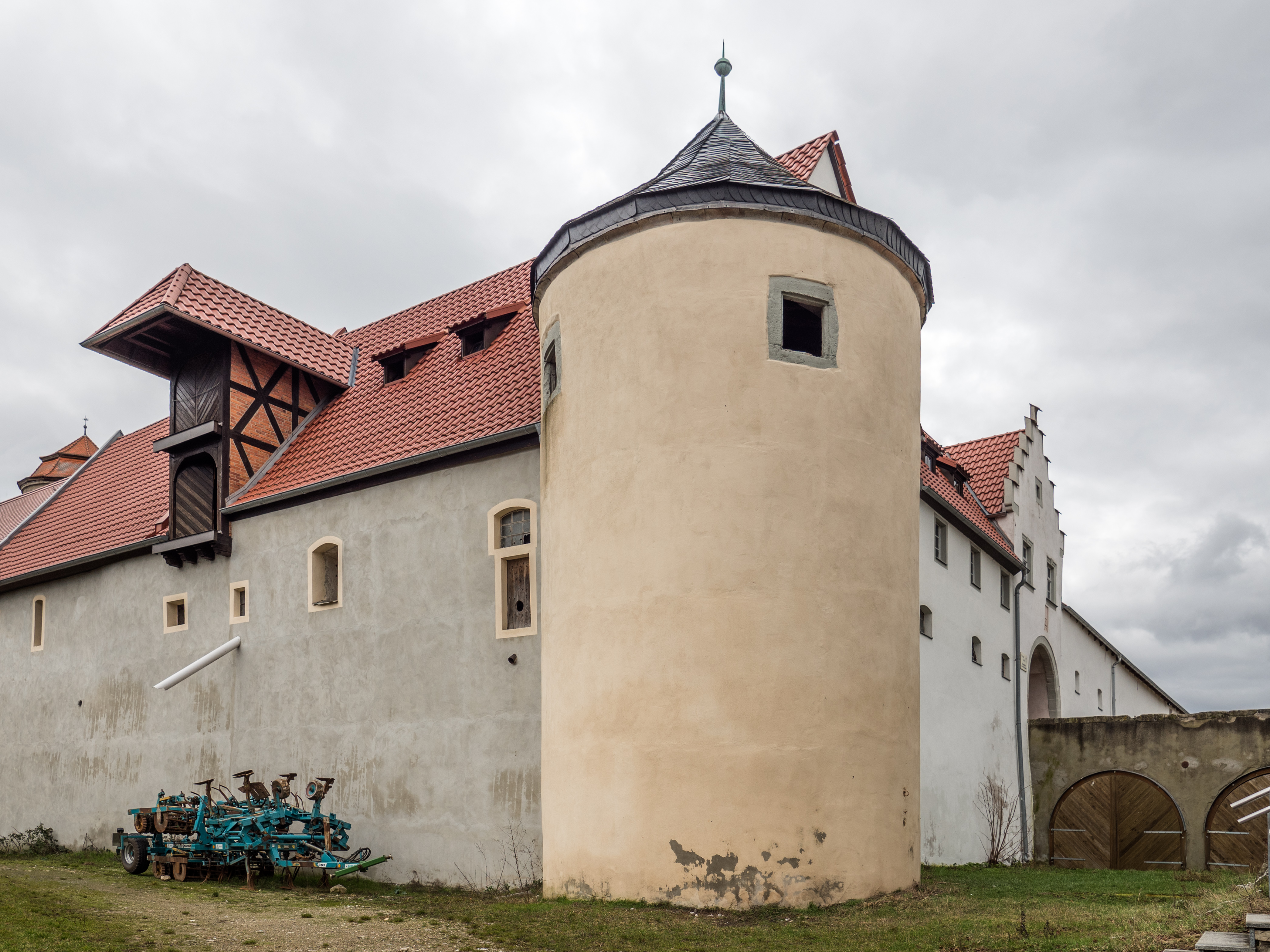
Vorburg mit Rundturm
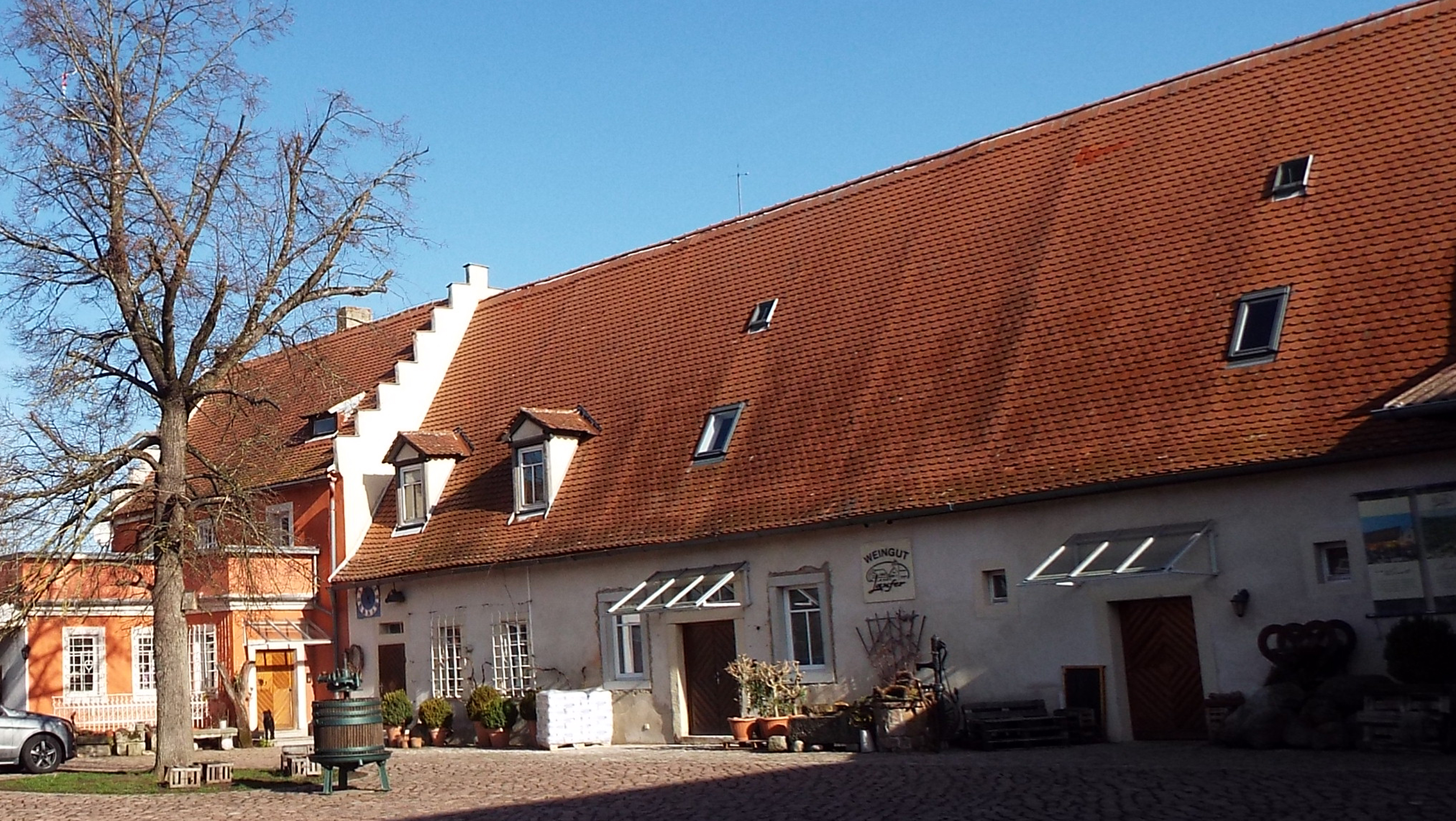
Ökonomiebau in Vorburg
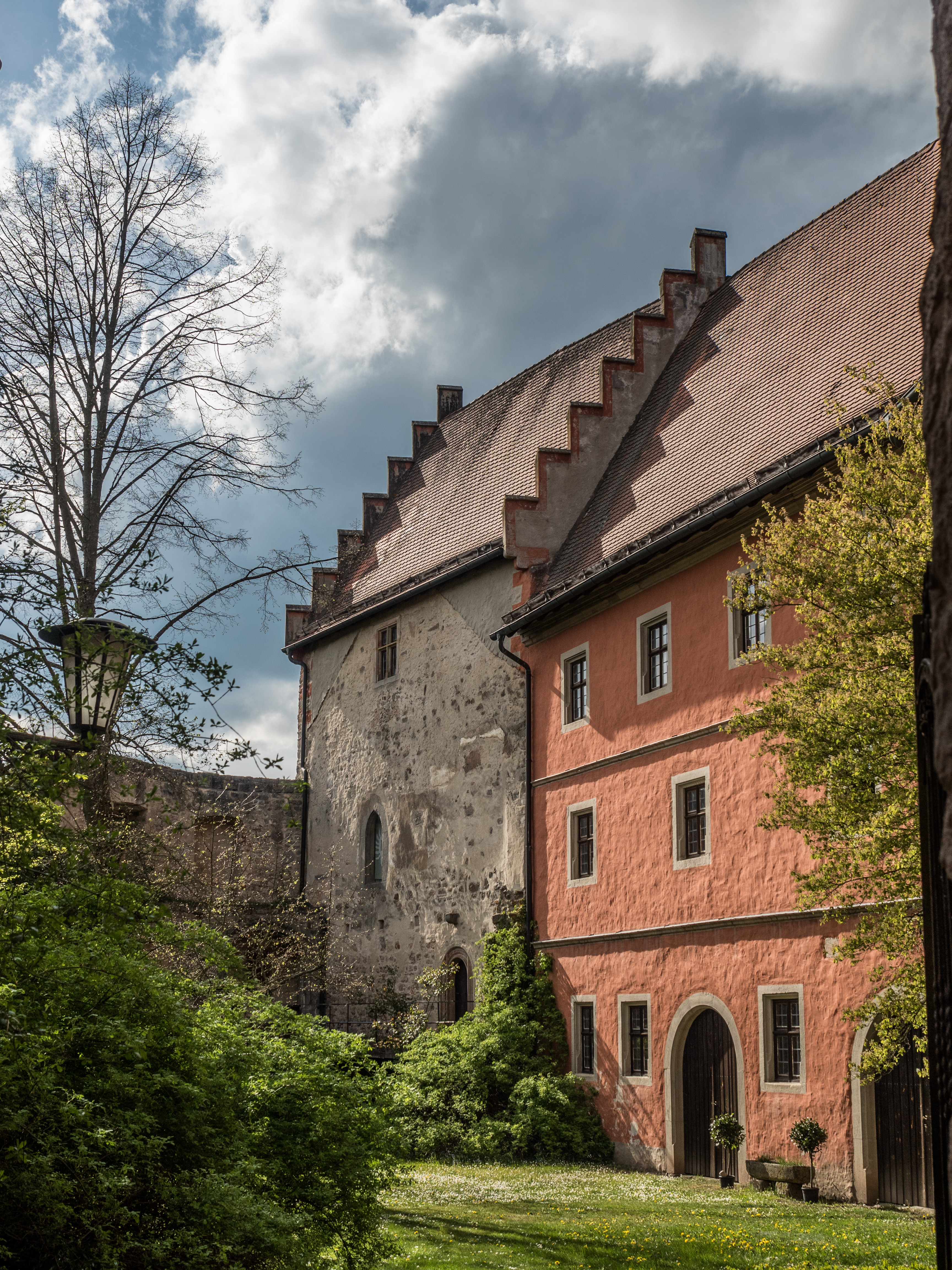
Burghof
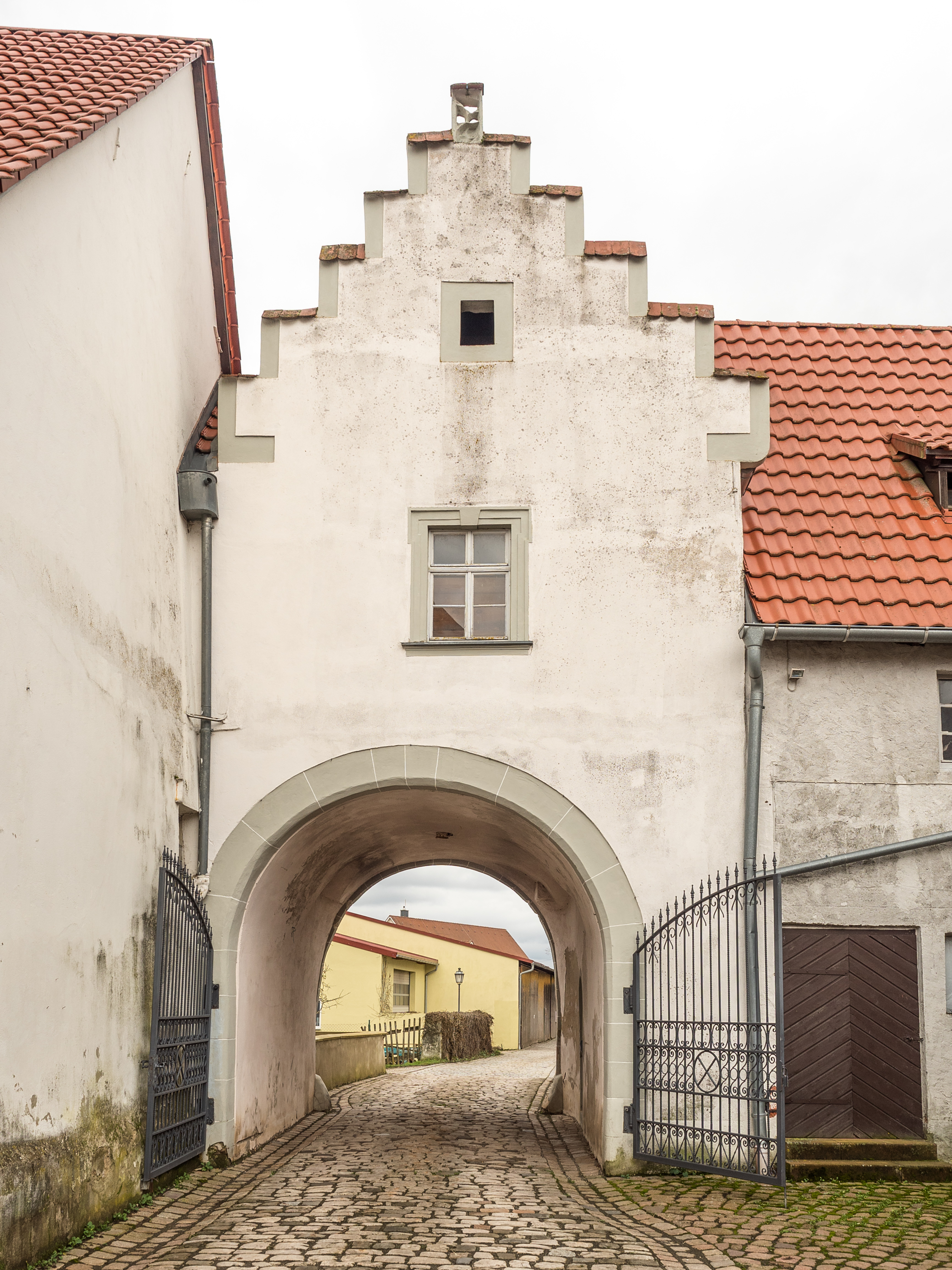
Äußeres Torhaus